# Irena Kočí
Irena Kočí (* 17. září 1955) je česká politička, v letech 2008–2010 poslankyně Parlamentu České republiky za ČSSD.

## Biografie
Maturovala na gymnáziu v Moravském Krumlově a vystudovala také střední ekonomickou školu v Brně. Poté pracovala na oddělení bezpečnosti a krizového řízení Fakultní nemocnice u sv. Anny v Brně. Od roku 2003 je ředitelkou Domova s pečovatelskou službou v Moravském Krumlově.
Do ČSSD vstoupila v roce 1998. Dle údajů k roku 2008 byla předsedkyní místní organizace strany v Moravském Krumlově a členkou okresního výkonného výboru strany ve Znojmě.
V komunálních volbách roku 1998 byla zvolena do zastupitelstva města Moravský Krumlov za ČSSD. Neúspěšně sem kandidovala v komunálních volbách roku 2002 a opětovně byla do tamního zastupitelstva zvolena v komunálních volbách roku 2006 a komunálních volbách roku 2010. Profesně se k roku 1998 uvádí jako účetní, následně k roku 2002 coby THP, v roce 2006 a 2010 jako vedoucí DPS. Na této pozici působila i během svého poslaneckého angažmá a setrvala v ní i po odchodu z Poslanecké sněmovny.
V krajských volbách roku 2008 byla zvolena do Zastupitelstva Jihomoravského kraje za ČSSD. V krajských volbách roku 2012 nekandidovala.
Ve volbách v roce 2006 kandidovala do poslanecké sněmovny za ČSSD (volební obvod Jihomoravský kraj). Nebyla zvolena, ale do sněmovny usedla v prosinci 2008, když po rezignaci nahradila Michala Pohanku, který, ač zvolen za ČSSD, později hlasoval s vládními stranami. Její nástup do sněmovny tam výrazně změnil početní poměry v dolní komoře ve prospěch opozice. Byla členkou sněmovního výboru pro zdravotnictví.
Kočí je vdaná a má dvě děti. Syn je akademický malíř a dcera učitelka.